# Маріо Лох
Маріо Лох (нім. Mario Loch; 30 грудня 1969, Рекельвіц, Саксонія) — німецький боксер, призер чемпіонату Європи серед аматорів.

## Спортивна кар'єра
Маріо Лох почав займатися боксом з дев'яти років. 1987 року став чемпіоном НДР в найлегшій вазі, а 1988 року був другим.
1990 року на чемпіонаті об'єднаної Німеччини став другим, поступившись у фіналі Яну Кваст. Оскільки Кваст був заявлений на чемпіонат Європи 1991 в першій найлегшій вазі, Лох отримав змогу виступити в найлегшій вазі і завоював там срібну медаль, здобувши три перемоги і програвши у фіналі Іштвану Ковачу (Угорщина).
1992 року Лох став чемпіоном Німеччини, а також зайняв перше місце на Кубку Хімії в Галле, здобувши у фіналі перемогу над Ріко Кубат, що принесло йому путівку на Олімпійські ігри 1992. На Олімпіаді він виступив невдало, зазнавши поразки в другому бою.
Після Олімпіади Маріо Лох оголосив про завершення кар'єри, зосередившись на інших способах заробітку.